# Diocèse de Kengtung
Le diocèse de Kengtung est un siège épiscopal de l'Église catholique en Birmanie, suffragant de l'archidiocèse de Taunggyi. Il comptait 62 600 baptisés en 2013 sur 2 283 500 habitants.

## Territoire
Le territoire comprend le district de Kengtung dont le chef-lieu est la ville de Kengtung. Le siège épiscopal est à la cathédrale du Cœur-Immaculé-de-Marie.

## Histoire
La préfecture apostolique de Kengtung est érigée par Pie XI en 1927 par le bref apostolique In omnes orbis et confiée aux missionnaires italiens. Elle reçoit son territoire du vicariat apostolique de Birmanie-Orientale (aujourd'hui archidiocèse de Taungngu). Elle est élevée au rang de vicariat apostolique en 1950 par la bulle de Pie XII Ad potioris dignitatis.
Il devient diocèse le 1er janvier 1955 par la bulle Dum alterna de Pie XII et suffragant de l'archidiocèse de Mandalay.
Le 20 novembre 1975, il cède une portion de territoire à l'avantage de la nouvelle préfecture apostolique de Lashio (aujourd'hui diocèse). Le 17 janvier 1998, il devient suffragant de l'archidiocèse de Taunggyi.

## Ordinaires
- Erminio Bonetta P.I.M.E. (21 juin 1927-1949, décédé)
- Ferdinando Guercilena P.I.M.E. (31 mai 1950-19 septembre 1972, démissionnaire)
- Abraham Than  (19 septembre 1972-2 octobre 2001)
- Pierre-Louis Cakü (2 octobre 2001-†20 février 2020)
- John Saw Yaw Han (depuis le 4 novembre 2022)

## Statistiques
En 1950, il y avait 7 501 baptisés pour 900 000 habitants (0,8%), 23 prêtres et 52 religieuses dans 12 paroisses
En 1970, il y avait 26 168 baptisés pour 1 200 000 habitants (2,2%), 14 prêtres et 77 religieuses dans 16 paroisses. La baisse des prêtres est due à l'expulsion des étrangers
En 2000, il y avait 54 326 baptisés pour 971 896 habitants (5,6%), 32 prêtres et 108 religieuses dans 28 paroisses
En 2013, il y avait 62 600 baptisés pour 2 283 500 habitants (2,7%), 33 prêtres et 128 religieuses dans 20 paroisses.
Le catholicisme est donc proportionnellement en récession dans le diocèse.